# 弗拉明戈
弗拉门戈（Flamenco），是源于西班牙南部安達魯西亞地区的艺术形式，包括歌曲、音乐和舞蹈。
佛朗明哥的形成深受安達魯西亞地区的摩尔人和犹太人的影响，还吸收了大量罗姆人（吉普赛人）的藝術元素。
當代著名的佛朗明哥舞蹈家大多是罗姆人，由于西班牙政府以此推动旅游业，佛朗明哥舞已经成了西班牙舞蹈，甚至是西班牙文化的代表。
佛朗明哥音樂有50种，每种有自己的节奏模式。佛朗明哥舞蹈是一种即興舞蹈，没有固定的动作，全靠舞者和演唱、伴奏的人以及觀眾之間的情绪互動。
2010年11月16日，聯合國教科文組織宣布弗拉門戈舞是人類非物質遺產的傑作之一。

## 历史
布拉斯·因方蒂在其著作《佛朗明哥的起源及其歌唱風格的秘密》中认为，“佛朗明哥”一词源于西班牙拉伯语，即逃亡的农民。他认为在15世纪基督教势力在安達魯西亞战胜了摩尔人之后，很多摩尔人农民混迹罗姆人中，以躲避被迫离乡背井或皈依基督教。他们假装是罗姆人，而得以继续他们的包括歌唱在内的传统。
最初弗拉门戈只包括法蘭明歌清唱，后来加上了法蘭明歌吉他的伴奏，有节奏地拍手或踢踏，和配以舞蹈。有时只有在吉他伴奏下的弗拉门戈舞，但歌唱仍是法蘭明歌传统的核心。近年来的伴奏乐器还包括
卡宏（一种敲击的木箱）和舞娘手中的响板。
法蘭明歌演变的细节大多已不可查证，原因是多方面的，譬如其来源是草根阶层，本身的分化，基督教统治者对摩尔人、罗姆人、和犹太人的迫害。
当1492年卡斯提亞女王伊莎贝拉一世和亞拉岡的斐迪南的军队征服了摩尔人在西班牙的最后一个堡垒格拉纳达之后，宣布采取宗教宽容政策，摩尔人和犹太人得以和平地归顺。然而后来異端裁判所说服了伊莎贝拉和斐迪南背信弃义，强迫摩尔人和犹太人要么皈依基督教，要么迁到非洲去。光在1499年就有五万摩尔人被迫接受洗礼。于是大量摩尔人、犹太人、罗姆人逃往乡下和山中。这就是法蘭明歌艺术形成的土壤。
正因为如此，法蘭明歌艺术中有大量的悲愤、抗争、希望、和自豪的情绪宣泄。弗拉门戈歌唱者的自然接近沙哑的发音方式体现了这种艺术起源的环境，也影响了西班牙其他的艺术形式。
1774年弗拉门戈第一次见诸文字。1869年到1910年被称为法蘭明歌发展的黄金时期。在这一时期，在很多咖啡厅中有弗拉门戈表演。男、女舞步有了明显区别：男的注重步法移动，而女的侧重肢体语言。与此同时法蘭明歌吉他成了一种独特的吉他，还涌现出了专门为法蘭明歌谱曲的音乐家。

## 欣赏

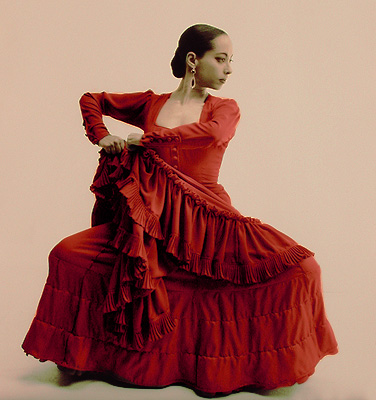
弗拉门戈舞蹈家贝莲·马雅，吉勒斯·拉尔兰摄影，2001年

要欣赏最正宗的弗拉门戈表演，最好的地方是其发源地西班牙南部的安達魯西亞，以塞維亞、格拉纳达等地的为最好。弗拉门戈舞厅的表演通常票价几十欧元，但也有一些酒吧有弗拉门戈表演，收费主要是酒水费。欣赏时如能随着音乐击掌或喊“欧嘞”（Olé）则更容易融入弗拉门戈艺术氛围之中。

## 人物
帕克·德·路西亚（Paco de Lucia），一代法蘭明歌吉他传奇人物，20世纪以来法蘭明歌界的领军者之一，以极为高超的演奏技术和多产的音乐专辑著称，所以又被称为法蘭明歌之神。在1968年-1977年间，他曾經為同样是傳奇人物的法蘭明歌歌手卡梅隆·德·拉·艾斯拉合作了10张经典唱片，这使其成为弗拉门戈史上最为强悍的搭档。从1979年后，他又与其他两位爵士吉他大师John McLaughlin和Al di Meola组成被认为历史上最好的的吉他三重奏（The Guitar Trio），三人共發行了数张融合各种音乐风格的唱片，尤其在1981年发行的Friday Night in San Francisco最为著名。
卡馬隆·德·拉·伊斯拉（Camarón de la Isla），西班牙历史上最伟大的法蘭明歌歌手，他的声音深邃而奔放，具有很强的穿透力，而他高超的演唱技巧也把法蘭明歌音乐推上了一个崭新的台阶。
安东尼奥·加德斯（Antonio Gades）對法蘭明歌的國際知名度做出了很大的貢獻，與跟西班牙導演卡洛斯·索拉合作拍了很多電影，在1978年也幫助創立了西班牙國家舞團，並且出任藝術總監的職務。

## 推广
近年来，由于法蘭明歌舞是一种很个性化的舞蹈，有助于缓解都市人的紧张生活，法蘭明歌舞在世界各地非西班牙语的国家中也得到了迅猛的推广。在亚洲，日本、韩国、香港、臺灣、中国大陆的上海和广州等地法蘭明歌舞成了一种新型的娱乐健身方式。光在东京就有上千家法蘭明歌舞蹈学校。台湾歌手蔡依林在演唱歌曲《海盗》、鄭中基在演唱歌曲《第一眼的愛情》、南夢宮的射击电玩《空戰奇兵：貝爾卡戰役》时就伴以法蘭明歌舞。

## 詞彙

### A
alegrías
是一種弗拉明戈曲式，屬於甘地尼亞調
alzapúa
吉他演奏的技术，只使用拇指。

### B
baile
弗拉明戈的舞蹈，其他種類的舞蹈會稱為danza

### C
coletilla
較短的estribillo

### E
escobilla
掃把腳。原字面意思是「掃帚」，指一段舞者做了一串踩腳( zapateados ) 的段落。

estribillo
在歌曲結尾反覆唱的短句，在歌唱時會跳最後一段的舞，cantaor唱的時候，會由baile跳舞，见coletilla

### F
farruca

由西班牙北部 Galicia 傳來的民謠歌曲，通常由男舞者跳舞。

## 腳註
1. 欧建平. .  第三版·网络版. 中国大百科全书出版社. 2024-02-19.
2. . 术语在线. 全国科学技术名词审定委员会. （简体中文）
3. ↑  Leblon, Bernard. . 由Ni Shuinear, Sinead翻译. Hatfield: University of Hertfordshire Press. 2003: 72–73. ISBN 9781902806051.
4. ↑  Aoyama, Yuko. . Geoforum (Elsevier). 2007, 38 (1): 103–113. doi:10.1016/j.geoforum.2006.07.004.
5. ↑    - Manuel, Peter. . Ethnomusicology (University of Illinois Press). 1989, 33 (1): 51–52.
6. ↑  Hayes, Michelle Heffner. . North Carolina: McFarland Books. 2009: 31–37. ISBN 978-0786439232.
7. ↑  Ríos Ruiz, Manuel. Ayer y hoy del cante flamenco, Ediciones Istmo, Tres Cantos (Madrid), 1997. ISBN 84-7090-311-X.
8. ↑  . ich.unesco.org. UNESCO Intangible Cultural Heritage List. 2010  [September 30, 2021]. （原始内容存档于2021-01-04）.
9. ↑  Akombo, David. . North Carolina: McFarland Books. 2016: 240–241. ISBN 978-0786497157.
10. ↑  Koster, Dennis. . Alfred Music Publishing. 1 June 2002: 5  [4 March 2013]. ISBN 978-0-7390-2478-2. （原始内容存档于2019-05-13）.
11. ↑  .   [2011-12-23]. （原始内容存档于2012-02-03）.